# 음성군의회
음성군의회는 충청북도 음성군 지역을 관할하는 기초의회이다.